# Vilerna
Vilerna is een geslacht van rechtvleugeligen uit de familie veldsprinkhanen (Acrididae). De wetenschappelijke naam van dit geslacht is voor het eerst geldig gepubliceerd in 1873 door Stål.

## Soorten
Het geslacht Vilerna omvat de volgende soorten:
- Vilerna aeneooculata De Geer, 1773
- Vilerna aequalis Rehn, 1909
- Vilerna bonitensis Descamps & Amédégnato, 1989
- Vilerna elongata Descamps & Amédégnato, 1989
- Vilerna polita Descamps & Amédégnato, 1989
- Vilerna pygmaea Saussure, 1861
- Vilerna rugulosa Stål, 1878